# Diafonía
En Telecomunicación, se dice que entre dos circuitos existe diafonía, denominada en inglés Crosstalk (XT), cuando parte de las señales presentes en uno de ellos, considerado perturbador, aparece en el otro, considerado perturbado. Es decir, una perturbación electromagnética producida en un canal de comunicación por el acoplamiento de este con otro u otros vecinos.
La diafonía, en el caso de cables de pares trenzados se presenta generalmente debido a acoplamientos magnéticos entre los elementos que componen los circuitos perturbador y perturbado o como consecuencia de desequilibrios de admitancia entre los hilos de ambos circuitos.
La diafonía se mide como la atenuación existente entre el circuito perturbador y el perturbado, por lo que también se denomina atenuación de diafonía.

## Inteligibilidad de la diafonía
Atendiendo a cómo son percibidas las señales perturbadoras, generadas en un circuito como consecuencias de la diafonía, esta puede ser inteligible o no inteligible.
- Diafonía inteligible es aquella en que en el circuito perturbado se oye y se entiende la conversación que se cursa por el circuito perturbador. Este tipo de diafonía es sumamente dañino por cuanto, además de la perturbación en sí, supone un riesgo para el secreto de las comunicaciones que las empresas operadoras de telefonía están obligadas a proteger, por lo que se recomienda por la UIT que la diferencia entre el nivel de la señal útil y el nivel de la diafonía entre los diversos pares de un mismo cable no debe ser inferior a 58 dB para el 90 % de las combinaciones de dos circuitos y de 52 dB para la totalidad de las combinaciones.

- Hay casos en que la diafonía es ininteligible, con lo cual en el circuito perturbado solo se percibe como ruido. Esto sucede cuando la naturaleza de las señales transmitidas por ambos circuitos son distintas, por ejemplo: analógica en uno y digital en el otro o cuando se utiliza la multiplexación por división de frecuencia y no coinciden las portadoras de los sistemas de transmisión empleados en cada uno de los circuitos.

De hecho, en la época en que este tipo de multiplexación era ampliamente utilizado, se recurría a disponer de varias versiones de un mismo sistema con las portadoras desplazadas 1 o 2 kHz uno respecto a otro, con lo cual la diafonía era siempre ininteligible.
En el caso de señales digitales en ambos circuitos, el objetivo es que la diafonía se mantenga dentro de unos límites tales que no pueda ser reconocida como señal útil por el extremo receptor.

## Telediafonía y paradiafonía
Para la medida de la diafonía se envía por el circuito perturbador una señal de un nivel conocido, y se mide el nivel recibido en el circuito perturbado. No obstante, dependiendo de que la medida la hagamos en el mismo extremo desde el que estamos enviando la señal o en el extremo distante tendremos dos valores distintos.
Así llegamos a los conceptos de paradiafonía o diafonía de extremo cercano (NEXT) y telediafonía o diafonía de extremo lejano (FEXT).

### Paradiafonía

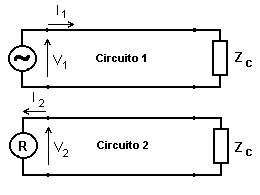
Figura 1.- Disposición de elementos para la medida de paradiafonía.

La disposición de elementos para la medida de la paradiafonía o diafonía de extremo cercano, denominada en inglés Near end crosstalk (NEXT), se muestra en la Figura 1, en la cual aparecen ambos circuitos terminados en su impedancia característica Zc en el extremo distante, mientras que en el extremo cercano el emisor se halla conectado en el Circuito 1 y el medidor en el Circuito 2.
A la medida de la relación en decibelios entre las señales emitida y recibida, obtenida con esta disposición de los instrumentos de medida, es a lo que se denomina atenuación de paradiafonía (αp), cuyo valor es igual a:
{\displaystyle {\alpha _{p}}=20\times log{\frac {V_{1}}{V_{2}}}} (dB)

La Paradiafonía de suma de potencia (PSNEXT) mide el efecto acumulativo de NEXT de todos los pares de hilos del cable. PSNEXT se computa para cada par de hilos por los efectos de NEXT de los otros tres pares. El efecto combinado de la diafonía proveniente de múltiples fuentes simultáneas de transmisión puede ser muy perjudicial para la señal. En la actualidad, la certificación TIA/EIA-568-c exige esta prueba de PSNEXT.

### Telediafonía

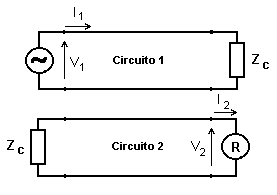
Figura 2.- Disposición de elementos para la medida de telediafonía.

La disposición de elementos para la medida de la telediafonía o diafonía de extremo lejano, denominada en inglés Far end crosstalk (FEXT), se muestra en la Figura 2, donde vemos como en el Circuito 1 tenemos un generador, que envía una señal de nivel V1, en un extremo, mientras que el otro extremo está terminado con una impedancia Zc igual a la impedancia característica del circuito. La Telediafonia de suma de potencia (PSFEXT) mide el efecto acumulativo de FETX de todos los pares de hilos del cable. PSFEXT se computa para cada par de hilos por los efectos de FEXT de los otros tres pares.
El Circuito 2, está cargado en el extremo emisor con Zc y en el extremo distante tenemos un medidor de nivel (R) en el que mediremos un cierto nivel de señal V2 correspondiente a la diafonía.
A la relación en decibelios existente entre V1 y V2 es a lo que se denomina atenuación de telediafonía (αt) y su valor es igual a:
{\displaystyle {\alpha _{t}}=20\times log{\frac {V_{1}}{V_{2}}}} (dB)